# No frontiere
(Ghigo Renzulli)
No Frontiere è un brano della rockband italiana Litfiba. È il terzo singolo estratto, nel 1995, dall'album Spirito.

## Tracce
- No Frontiere - 5:15
- No Frontiere (Radio version)

## Formazione
- Piero Pelù - voce
- Ghigo Renzulli - chitarre, voce addizionale
- Daniele Bagni - basso, voce addizionale
- Antonio Aiazzi - tastiere
- Franco Caforio - batteria e marimba
- Candelo Cabezas - percussioni

## Edizioni
- Pubblicato unicamente in "cardsleeve edition" (busta in cartoncino)